# Hachis parmentier

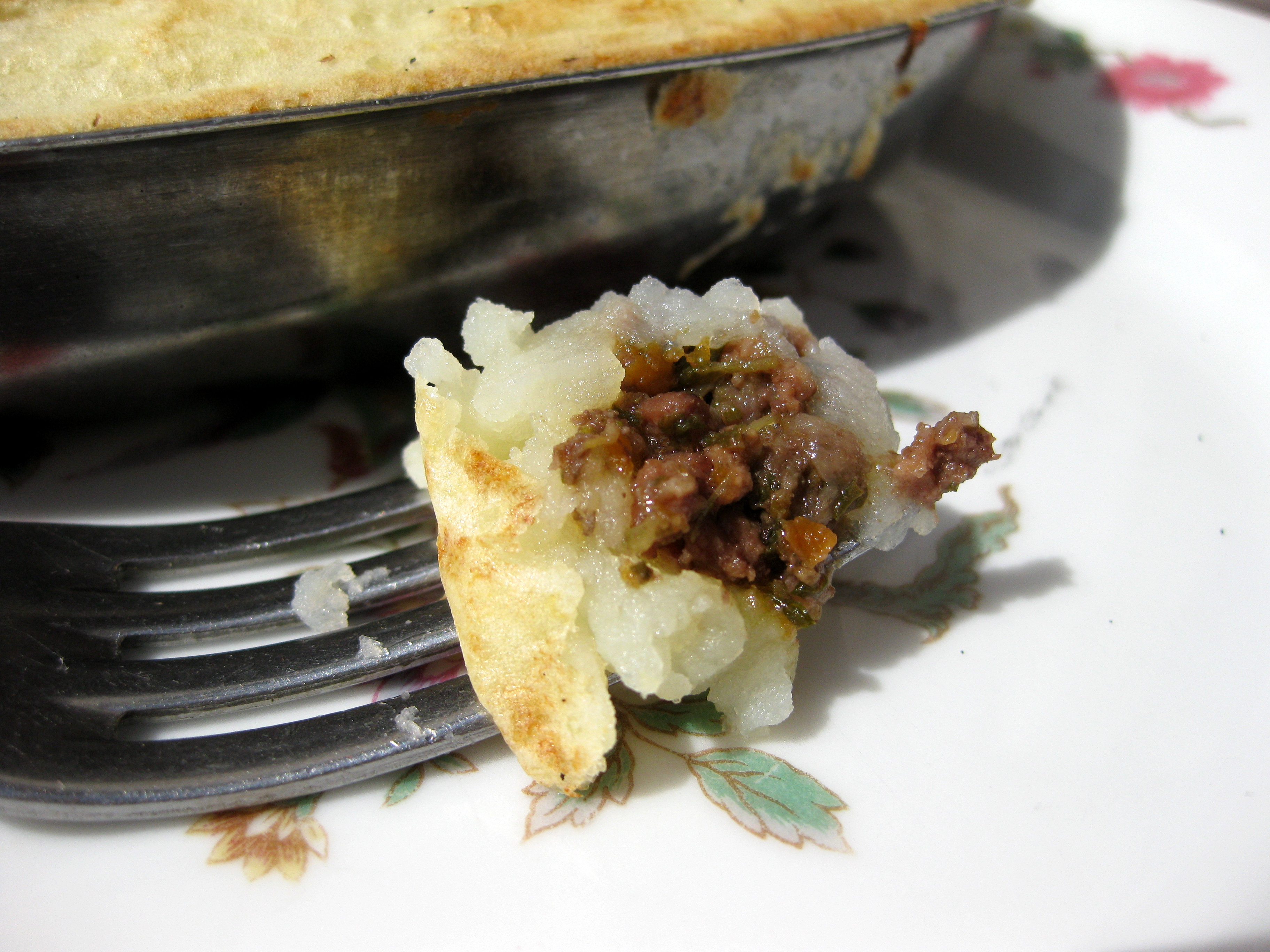
Hachis parmentier.

El hachis Parmentier es una especialidad gastronómica francesa. Se trata de un gratinado a base de capas de puré de patatas intercaladas con carne picada de buey cruda o previamente guisada. Algunas variantes de este plato llevan carne de pollo. El nombre hachis (que significa picado, desmenuzado) se emplea para denominar la característica principal de este plato: que los ingredientes están picados.

## Historia
Este plato debe su nombre al nutricionista Antoine-Augustin Parmentier que promocionó el consumo de la patata en Francia, tubérculo importado desde hacía un tiempo de América pero que no gozaba de mucha aceptación. Convencido de su valor nutricional para combatir la escasez de alimento en una época de hambrunas, se lo daría a probar al propio rey Luis XVI.

## Variantes
Dado que permite aprovechar los restos de carne de cualquier guiso, es una receta universalmente extendida, existiendo variantes como el pâté chinois (que incluye maíz y se consume en Quebec y Nuevo Brunswick ambos en Canadá) o el shepherd's pie y el cottage pie británicos (que llevan además una base de verduras).
También está un plato muy similar llamado pastel de papas de la gastronomía Argentina y Chilena. Consiste en un preparado a base de puré de papas relleno con pino (guiso de carne picada o molida), al cual se le colocan uvas pasas, aceitunas negras y huevo duro troceado, se añade un poco de azúcar en la superficie y se lleva al horno.